# Випадковий пошук
Випадковий пошук — група методів числової оптимізації, які не вимагають обчислення градієнту для розв'язання задач оптимізації; отже, випадковий пошук можна використовувати для функцій, що не є неперервними або диференційованими. Подібні методи оптимізації також називаються методами прямого пошуку, методами «чорної скриньки» або методами без використання похідної.
Авторство назви методу — випадковий пошук — приписують Растригіну, який зробив перші кроки в розвитку цих методів з прив'язкою до базового математичного аналізу. Випадковий пошук працює шляхом ітеративного просування між кращими позиціями у просторі пошуку. Кращі позиції обираються з гіперсфери з центром у поточній позиції.
Описаний тут алгоритм є типом локального випадкового пошуку, коли кожна ітерація залежить від кандидата на рішення, знайденого на попередній ітерації. Існують інші методи випадкового пошуку, які беруть вибірку з усього простору пошуку (наприклад, повністю випадковий пошук або рівномірний глобальний випадковий пошук), але вони не описані в цій статті.

## Загальний алгоритм
Нехай {\displaystyle f\colon \mathbb {R} ^{n}\to \mathbb {R} } — це функція втрат яку потрібно мінімізувати. Позначимо через {\displaystyle \mathbf {x} \in \mathbb {R} ^{n}} точку (позицію) або можливий варіант розв'язку у просторі пошуку. Тоді базовий алгоритм випадкового пошуку можна описати так:
1. Ініціювати х випадковою точкою у просторі пошуку.
2. Допоки критерію переривання пошуку не досягнуто (наприклад, виконано максимальну кількість ітерацій або досягнуто необхідне наближення) повторювати таке:
  1. Вибрати нову позицію у з рівномірно розподілених точок на гіперсфері заданого радіусу d з центром у поточній точці х. Для цього потрібно зробити такі кроки:
    1. Згенерувати n-вимірний гаусівський вектор з мат. сподіванням в точці 0 і довільною дисперсією: {\displaystyle \mathbf {x} =(x_{1},x_{2},...,x_{n})}.
    2. Обрахувати радіус цього вектору (відстань від початку координат): {\displaystyle r={\sqrt {x_{1}^{2}+x_{2}^{2}+...+x_{n}^{2}}}}. Тоді рівномірно розподілений вектор заданого радіусу d знаходиться як {\displaystyle {\frac {d}{r}}\mathbf {x} }.

  2. Якщо f(y) < f(x) — переходити на нову позицію заданням x = y.

## Адаптивний вибір кроку
Адаптивний алгоритм випадкового пошуку (Schumer and Steiglitz) — одна з найчастіше вживаних модифікацій алгоритму — використовує змінний крок пошуку залежно від досягненого успіху на попередніх кроках. Якщо дві послідовних ітерації дають покращення цільової функції, крок збільшується в as разів; якщо М послідовних ітерацій не дають покращення, крок зменшується в аf разів. У загальному алгоритмі величина кроку d обчислюється таким чином:
1. Ініціювати довільне d, наприклад, {\displaystyle d=1} та лічильник невдалих ітерацій {\displaystyle m=0}.
2. Якщо нова позиція у є кращою за позицію х, збільшити d в as разів: {\displaystyle d=a_{s}d}
3. Якщо нова позиція у є гіршою за позицію х, збільшити лічильник на одиницю: {\displaystyle m=m+1}. Якщо виконується умова {\displaystyle m\geqslant {M}}, зменшити d в аf разів: {\displaystyle d=a_{f}d} та обнулити лічильник: {\displaystyle m=0}.

Допустимими є, наприклад, параметри {\displaystyle a_{s}=1.618,a_{f}=0.618,M=3n}, де n — розмірність пошукового простору.
Використання алгоритму випадкового пошуку з адаптивним вибором кроку можливо в найнесподіваніших ситуаціях — наприклад, при виборі оптимального розміщення туристів в автобусі.

## Варіанти
В літературі існує декілька варіантів випадкового пошуку:
- Випадковий пошук із фіксованим кроком — базовий алгоритм Растригіна, який обирає нові позиції на гіперсфері із заданим фіксованим радіусом.
- Випадковий пошук з оптимальним кроком (Schumer and Steiglitz[2]) — теоретичні міркування з визначення оптимального радіуса гіперсфери для пришвидшеної збіжності до оптимуму. Використання цього методу вимагає апроксимації оптимального радіуса шляхом багаторазової дискретизації, тому потребує занадто багато обчислювальних ресурсів, через що немає практичного застосування.
- Випадковий пошук з адаптивним кроком (Schumer and Steiglitz[2]) — алгоритм, який евристично адаптує радіус гіперсфери. На кожному кроці створюються два нових рішення-кандидати, одне з поточним розміром кроку, а інше з більшим розміром кроку. Новий розмір кроку обирається тоді, і тільки тоді, коли відбувається більше покращення. Якщо за декілька ітерацій не відбувається покращення, то тоді крок зменшується.
- Випадковий пошук з оптимізованим відносним кроком (Schrack and Choit[5]) апроксимує оптимальний розмір кроку шляхом простого експоненціального зменшення. Проте, формула для обчислення коефіцієнту зменшення дещо ускладнена.